# Fleet (Lincolnshire)
Fleet – wieś w Anglii, w hrabstwie Lincolnshire. Leży 64 km na południowy wschód od Lincoln i 144 km na północ od Londynu.